# Adiantum kingii
Adiantum kingii är en kantbräkenväxtart som beskrevs av Edwin Bingham Copeland. Adiantum kingii ingår i släktet Adiantum och familjen Pteridaceae. Inga underarter finns listade.